# أيستيونوك
منظومة «أيستيونوك» «1 أل 271» (Aistenok) الرادارية للاستطلاع والتحكم بالإطلاق ضمن سلاح المدفعية، وتستخدم هذه المنظومات في الحروب المحلية، وبمجموعاتها المتنقلة خلال التحرك العملياتي. كما تستطيع هذه المنظومة المخصصة للوحدات العسكرية من مستوى «سرية ـ كتيبة» كشف أماكن إطلاق النار والآليات الحربية، سواء على الأرض أم في الجو. وتتمثل المهمة الرئيسة لمنظومة «أيستيونوك» «1 أل 271» الرإدارية الجديدة بتأمين عمل وحدات سلاح المدفعية، وبخاصة تحديد إحداثيات مدفعية العدو وتصحيح مسار نيران سلاح وحدات الجيش.
تتيح هذه المنظومة كشف طواقم العدو عن طريق رصد أماكن إطلاق النار ومسار القذائف، كما يمكن كشف الأهداف على بعد يتراوح ما بين 200 متر و 20 كيلو متراً.
كما أن هذه المنظومة فعالة في مراقبة إطلاق قذائف المدافع من عيار ما بين 122 – 152 ملم وتكشف الفواصل بين القذائف وتحدد موقعها على بعد 10 كيلومتر.

## إستعمالات
تنشره روسيا حاليا في حلب لمراقبه وقف إطلاق النار بين الحكومة والمعارضه 

## المستخدمون
سوريا
 روسيا